# Dileuza Diniz Rodrigues
Dileuza Diniz Rodrigues (Humberto de Campos, Maranhão, 26 de abril de 1939), más conocida por su seudónimo artístico Dila, y Dileusa, es una artista plástica marañense autodidacta brasileña. Es una de las exponentes del arte naif en Brasil.
Sus primeros contactos con el arte fue a través de la restauración de piezas escultóricas en un convento, por cinco años. A finales de la década de 1960, realizó por primera vez una exposición en el Instituto Cultural Brasil-Argentina como artista plástica, patrocinada por el consulado argentino. Así comenzó a destacarse, y se iría expresando no sólo a través del óleo sobre lienzo, sino también con litografías.
Sus trabajos abordan temas del cotidiano nordestino: paisajes urbanos y rurales, festividades con un acertado equilibrio de colores y extrema delicadeza en los detalles.
Ha participado de innumerables exposiciones en el Brasil y en el exterior. Se hallan obras en importantes acervos de museos, como el Museo de Arte Naif de Max Fourny, en París, y en el Museo de Arte de Bariloche, en la Argentina, así como también en colecciones particulares.